# Разветьевский сельсовет
Разве́тьевский сельсове́т — сельское поселение в Железногорском районе Курской области России.
Административный центр — село Разветье.

## История
Образован в первые годы советской власти. По состоянию на 1926 год входил в состав Долбенкинской волости Дмитровского уезда Орловской губернии. С 1928 года в составе Михайловского (ныне Железногорского) района. В первой половине 1930-х годов включил в себя территорию упразднённого Ажовского сельсовета. В 1954 году включил в себя часть территории упразднённого Трубиченского сельсовета. 28 сентября 1961 года из Разветьевского сельсовета в черту рабочего посёлка Железногорск были переданы деревня Черняково, посёлки Ермолаевский и Черняковские Горки.
Статус и границы сельского поселения установлены Законом Курской области от 21 октября 2004 года № 48-ЗКО «О муниципальных образованиях Курской области».
Законом Курской области от 26 апреля 2010 года № 26-ЗКО к Разветьевскому сельсовету был присоединён Расторогский сельсовет.

## Состав сельского поселения
| №  | Населённый пункт | Тип населённого пункта       | Население |
| -- | ---------------- | ---------------------------- | --------- |
| 1  | Ажово            | село                         | ↘76       |
| 2  | Большой Остров   | посёлок                      | →9        |
| 3  | Клишино          | деревня                      | ↘318      |
| 4  | Красный          | посёлок                      | ↘0        |
| 5  | Круглый          | посёлок                      | ↘6        |
| 6  | Лубошево         | село                         | ↘61       |
| 7  | Михайловский     | посёлок                      | →0        |
| 8  | Новониколаевский | посёлок                      | ↗18       |
| 9  | Осинки           | посёлок                      | ↗5        |
| 10 | Первомайский     | посёлок                      | ↘11       |
| 11 | Пролетарский     | посёлок                      | ↘21       |
| 12 | Разветье         | село, административный центр | ↗439      |
| 13 | Расторог         | село                         | ↘77       |
| 14 | Сбородное        | посёлок                      | ↘23       |
| 15 | Светловка        | посёлок                      | →0        |
| 16 | Тепличный        | посёлок                      | ↘753      |
| 17 | Уголёк           | посёлок                      | ↗22       |
| 18 | Уютный           | посёлок                      | →0        |
| 19 | Щека             | посёлок                      | →14       |

## Население
| 2002  | 2010  | 2012  | 2013  | 2014  | 2015  | 2016  |
| ----- | ----- | ----- | ----- | ----- | ----- | ----- |
| 1458  | ↗1853 | ↗1864 | ↗1900 | →1900 | ↘1871 | →1871 |
| 2017  | 2018  | 2019  | 2020  | 2021  |       |       |
| ↗1898 | ↘1848 | ↘1805 | ↗1844 | ↘1563 |       |       |